# 杵築市北台南台伝統的建造物群保存地区

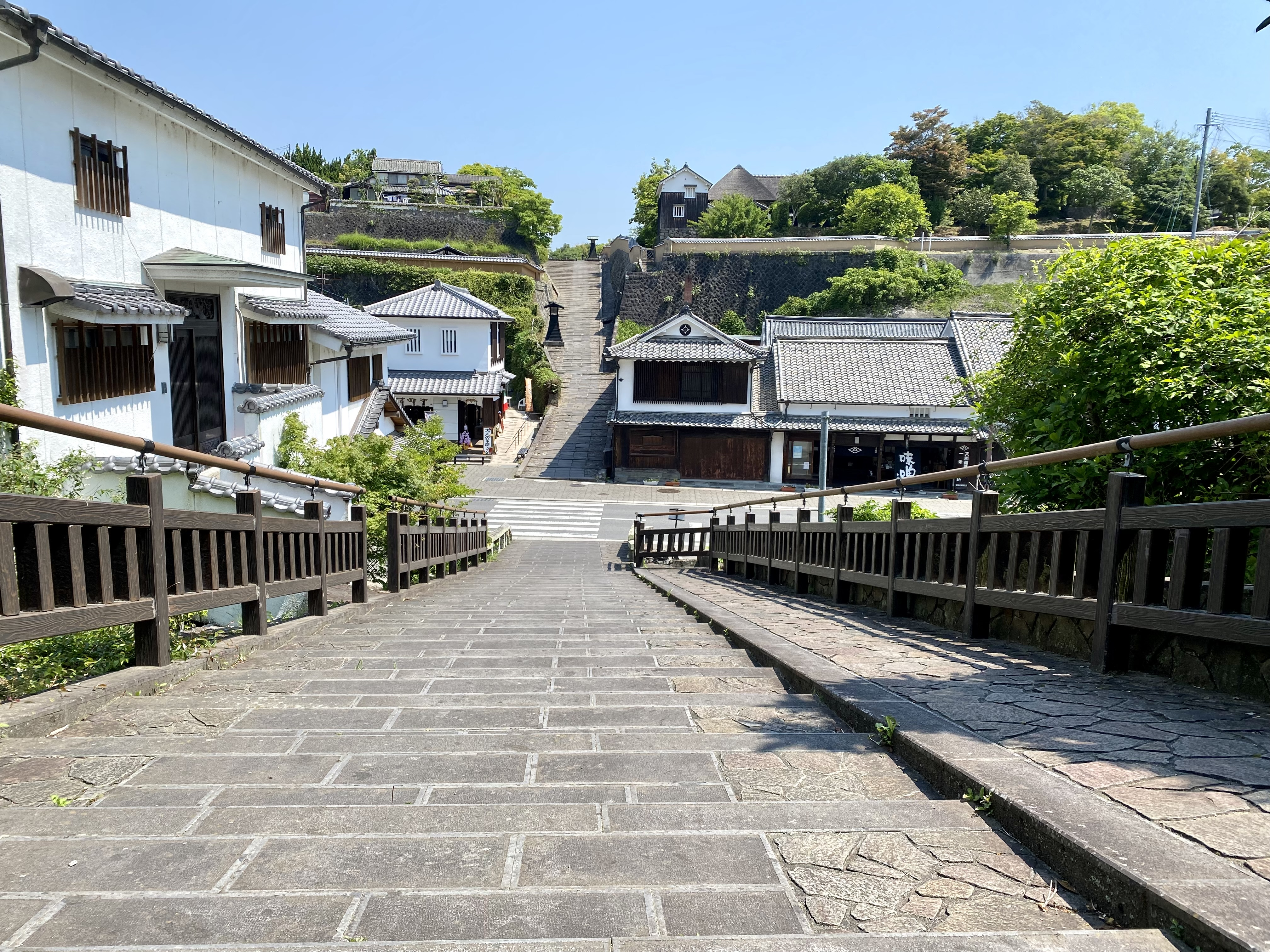
北台と南台を結ぶ酢屋の坂（奥）と塩屋の坂（手前）

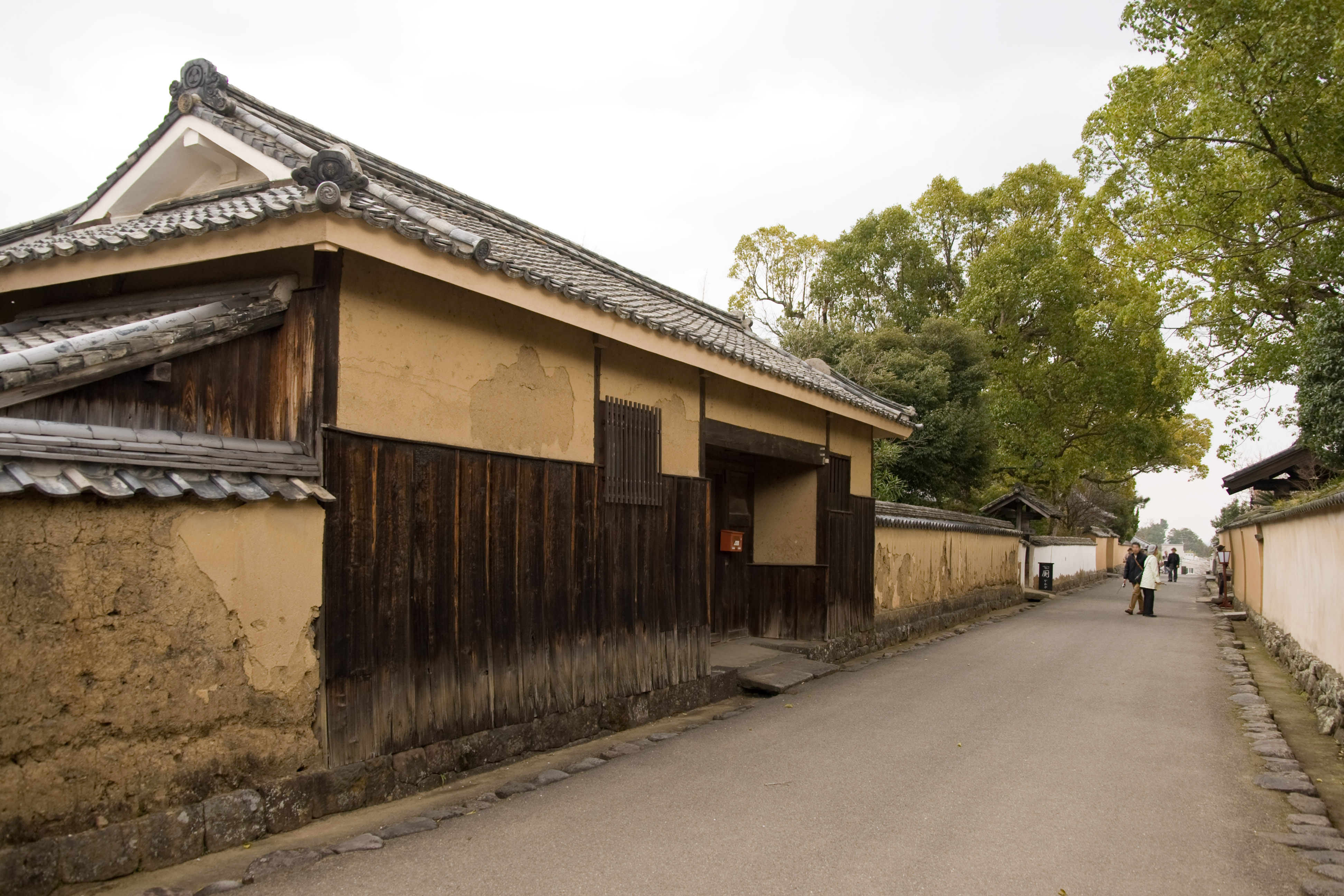
北台の町並み

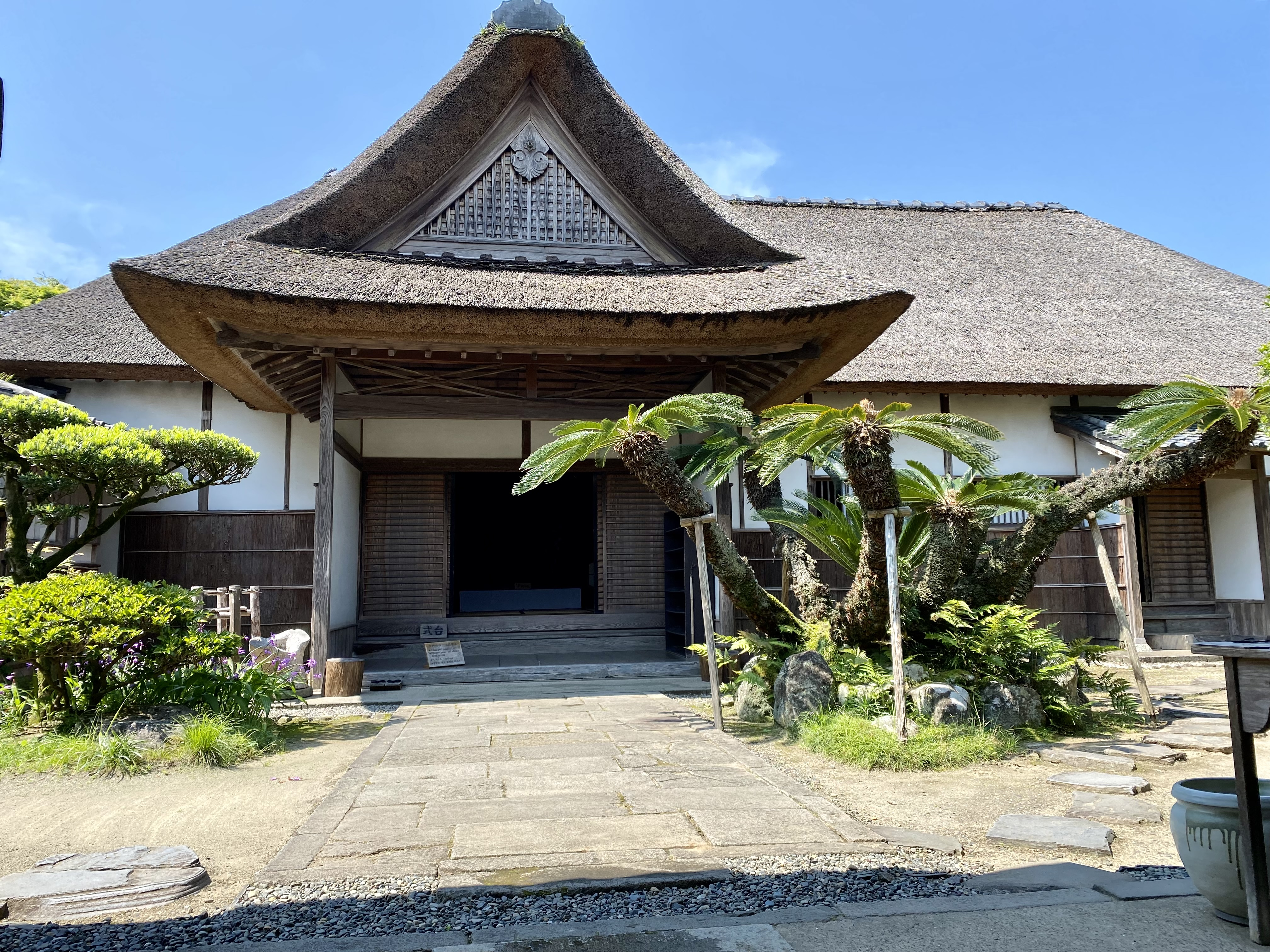
大原邸

杵築市北台南台伝統的建造物群保存地区（きつきしきただいみなみだいでんとうてきけんぞうぶつぐんほぞんちく）は、大分県杵築市にある伝統的建造物群保存地区。かつての杵築藩の城下町の武士の居住区である。2017年（平成29年）11月28日に重要伝統的建造物群保存地区として選定された。

## 概要
杵築の中心部は、守江湾に向けて東に延びる台地が、中央に走る谷によって南北に分けられており、北側の台地は北台、南側の台地は南台と呼ばれる。
かつて杵築藩の城下町であった時代には、北台と南台がそれぞれ武家地とされ、その間の谷や台地の周囲が町人地とされていた。このような構造はサンドイッチ型城下町といわれ、日本唯一とされている。北台と南台の間は多数の坂で結ばれ、酢屋の坂や塩屋（志保屋）の坂をはじめとする石段や石積みの坂道が、この地区の歴史的景観を特徴付けている。
2つの台地の間や周囲に広がる町人地は、戦後、道路が拡幅されたが、北台及び南台の武家地には杵築藩時代の地割がよく残っている。また、北台、南台ともに江戸時代に数度の大火に遭っているが、その都度再建されており、江戸時代末期の武家屋敷がよく保存されている。
同地区「勘定場の坂」が、平成２年度手づくり郷土賞（ふるさとの坂道）受賞。	

## 重要伝統的建造物群保存地区データ
- 所在地 - 大分県杵築市大字南杵築字本丁及び字カブト石の全域並びに大字杵築字下町、字谷町、字北台、大字南杵築字梅ヶ小路、字台茶屋及び字裏丁の各一部
- 種別 - 武家町
- 面積 - 約16.1ha
- 選定基準 - （ニ）伝統的建造物群及び地割がよく旧態を保持しているもの[4]